# Seiichiro Kashio

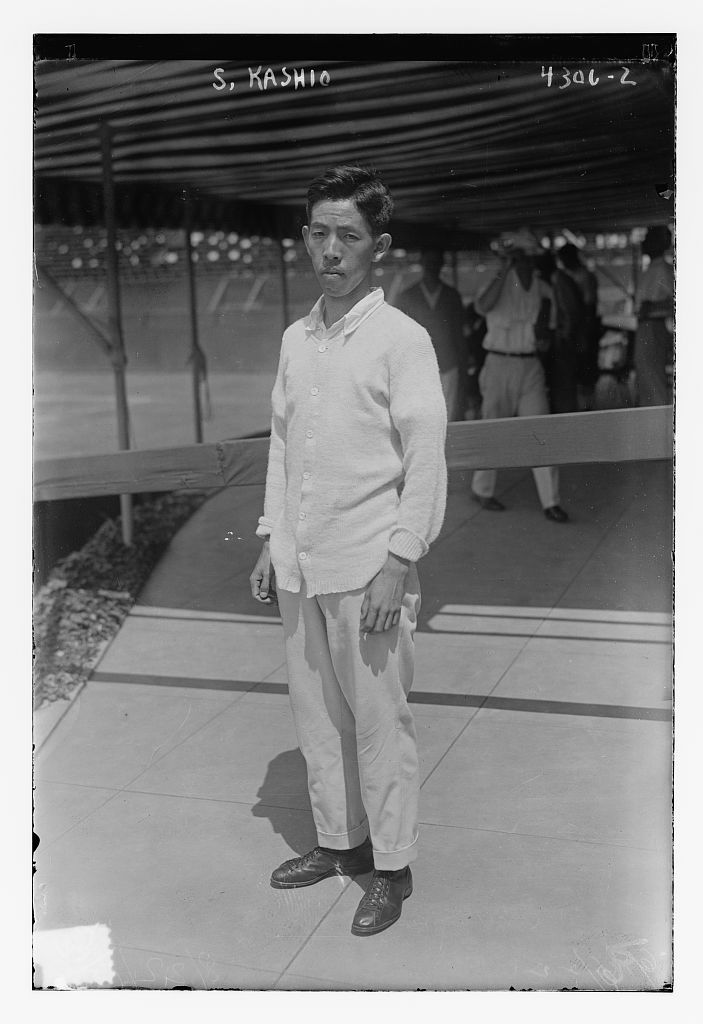
Seiichiro em 1917

Seiichiro Kashio (Osaka, 2 de janeiro de 1892 - 6 de janeiro de 1962) foi um tenista japonês. Foi o primeiro tenista medalhista olímpico do japão, em conjunto com Ichiya Kumagae, na prata em duplas em 1920.